# St. Christina in Gröden

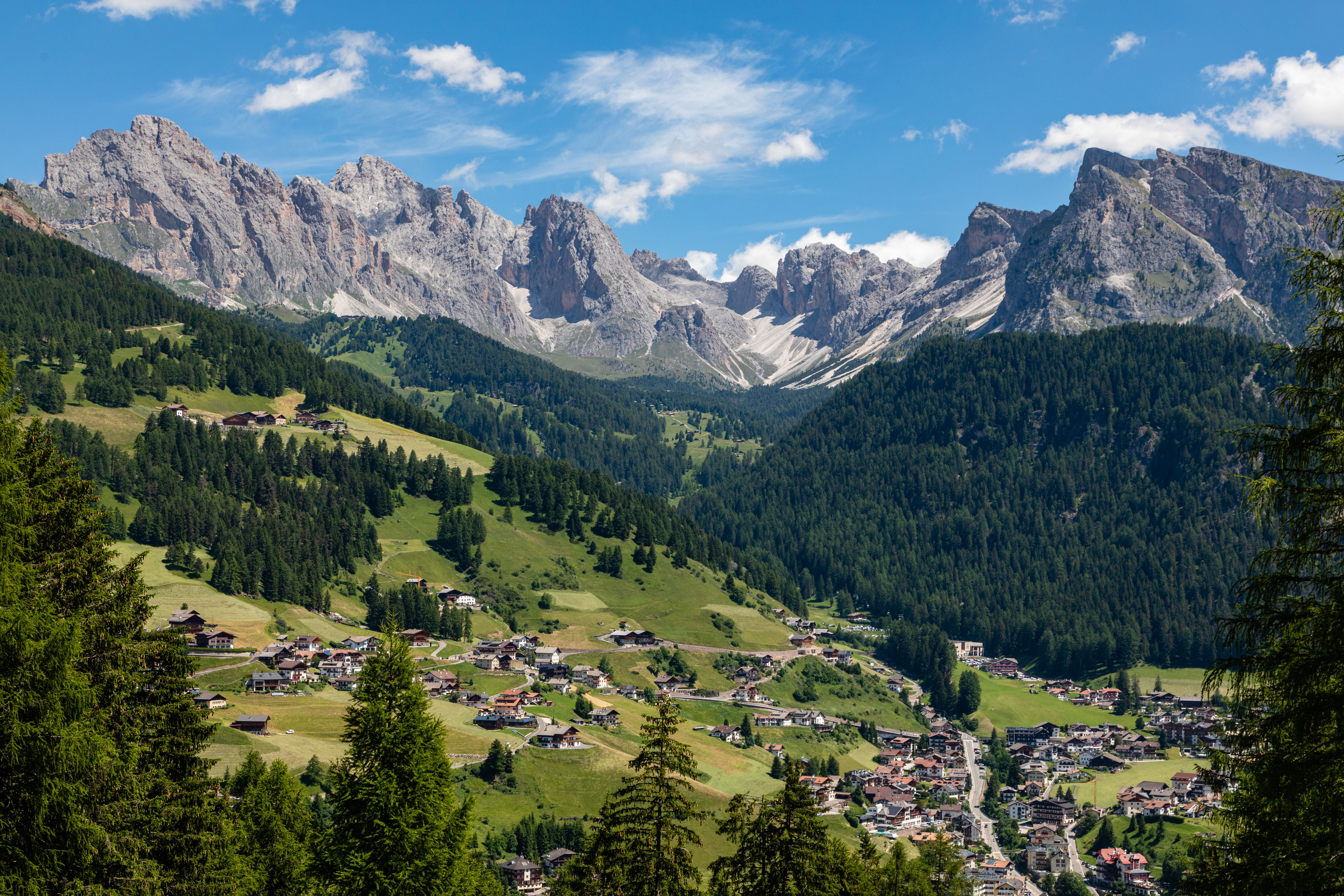
St. Christina im Sommer

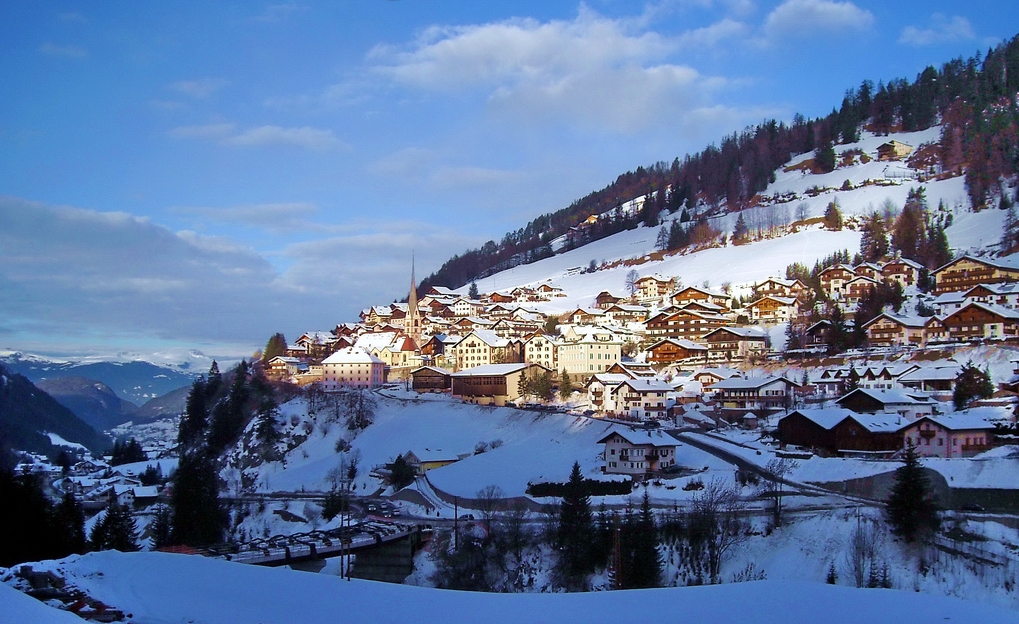
St. Christina im Winter

St. Christina in Gröden (ladinisch Santa Cristinaⓘ Gherdëina; italienisch Santa Cristina Valgardena) ist eine italienische Gemeinde in Südtirol mit 2022 Einwohnern (Stand 31. Dezember 2023). Zusammen mit St. Ulrich und Wolkenstein gehört sie zu den drei Grödner Gemeinden, in denen neben Deutsch und Italienisch auch Ladinisch Amtssprache ist.
Hauptwirtschaftszweig ist mit 2.985 Gästebetten und ca. 419.000 Nächtigungen pro Jahr der Tourismus, der auch das Dorfbild mit zahlreichen Beherbergungsbetrieben prägt. Die Skigebiete Col Raiser und Seceda im Norden sowie Monte Pana im Süden, wo sich ein Langlaufzentrum befindet, ziehen zahlreiche Wintersportler an.

## Name
Der Name St. Christina ist bereits 1394 belegt und leitet sich vom Patrozinium der Pfarrkirche St. Christina ab.
Zur ladinischen Schreibung des Namens existieren zwei Varianten. Die historische Form Santa Cristina wurde in den 1990er Jahren während der Amtszeit von Bürgermeister Bruno Senoner durch Santa Crestina ersetzt, um einerseits einen klar erkennbaren Unterschied zur italienischen Schreibung zu etablieren und sich andererseits der ladinischen Aussprache etwas anzunähern. Da diese Änderung in der Bevölkerung nur auf wenig Akzeptanz gestoßen war, beschloss der Gemeinderat 2015, von nun an wieder Santa Cristina zu verwenden.

## Geographie
Die Gemeinde St. Christina in Gröden umfasst auf 31,83 km² einen Teil des mittleren Grödner Tals (Gherdëina) sowie nördlich und südlich davon liegende Berggebiete der Dolomiten in Ladinien. Der Anteil der Gemeinde am vom Grödner Bach (Derjon) durchflossenen Talgrund ist mit dem Dorfkern (1430–1480 m s.l.m.) dicht besiedelt. Im Westen endet hier das Gemeindegebiet kurz vor St. Ulrich (Urtijëi), im Osten bildet der Cislesbach (Ruf de Cisles) in seinem unteren Verlauf unmittelbar nach dem Ortszentrum bereits die Grenze zu Wolkenstein (Sëlva).
Nördlich und nordöstlich der Siedlungsflächen befinden sich die Berge der Geislergruppe und der Puezgruppe, die zu einem großen Teil im Naturpark Puez-Geisler unter Schutz gestellt sind. Direkt über dem Dorf erhebt sich der sanft ausgeprägte Pitschberg (2363 m, Pic) als vorgeschobener Ausläufer der Geisler. Die Nordgrenze des Gemeindegebiets stellt der Kamm von der Seceda (2519 m, Secëda) Richtung Osten über die Geislerspitzen dar, die im Sass Rigais (3025 m, Sas Rigais) und in der Furchetta (3025 m, Furcheta) ihre höchsten Punkte erreichen. Im Nordosten hat St. Christina am Piz Duleda (2909 m), am Col dala Pieres (2747 m) und an der Stevia (2555 m) auch einen kleinen Anteil an der Puezgruppe. Zwischen Pitschberg, Seceda, Geislerspitzen und Stevia erstrecken sich die weitläufigen Almgebiete der Cisles- und der Mastlé-Alm, auf der sich einige Bergseen wie der Lech Sant (2096 m) befinden.
Auch im Süden von St. Christina umfasst die Gemeinde Hochgebirgsregionen. Direkt über dem Ort steigt das Gelände zunächst zum Plateau des Monte Pana an. Dahinter erheben sich, teils an der Grenze zum Trentino, die Hochgipfel der Langkofelgruppe, darunter Langkofel (3181 m, Saslonch), der höchste Punkt des Gemeindegebiets, Fünffingerspitze (2996 m), Grohmannspitze (3126 m), Innerkoflerturm (3081 m), Zahnkofel (3000 m) und Plattkofel (2969 m, Sas plat).
Ganzjährig für den Straßenverkehr erschlossen ist St. Christina von Westen her durch die Grödner Straße. Diese nimmt im Eisacktal ihren Anfang und führt über St. Ulrich in die Gemeinde. Von der Schneelage hingegen abhängig ist die Öffnung der Passstraßen über das Grödner Joch (2121 m, Jëuf de Frea) und das Sellajoch (2218 m, Jëuf de Sela), die die östliche Nachbargemeinde Wolkenstein nach Osten mit dem Gadertal (Val Badia) oder nach Süden mit dem Fasstal (Fascia) verbinden.

## Geschichte
Prähistorische Baustrukturen wurden auf Ncisles, Pic, Mastlé und dem Cuca Sattel gefunden. Ebenso scheint das Ufer des sagenumwobenen Lagustelsees in der Früh- und Urgeschichte besiedelt gewesen zu sein.

### Vom Mittelalter bis in das 19. Jahrhundert
Der Ort wurde zum ersten Mal im Jahre 1277 als Sankt Kristein und 1323 als St. Christina erwähnt. Vor 1923 hieß der Ort Santa Cristina in Gröden und von 1923 bis 1955 Santa Cristina.
Bereits in der Zeit um 1150–1200 wird im Nekrolog des Brixener Domkapitels der Hof Costa in St. Christina als curia in Gredene urkundlich genannt, den Mathilde von Säben für die Ausrichtung eines Jahrtags stiftete. Der heutige Hof Uleta oberhalb von St. Christina ist wahrscheinlich die älteste bestehende Hofstelle; sie geht auf eine Schafschwaige zurück, die angeblich Burckhard von Völs im Jahr 1166 dem Kloster Neustift schenkte.
Als Markgenossenschaft umfasste St. Christina ein größeres Gebiet als die heutige Gemeinde, denn auch Wolkenstein gehörte zur Malgrei, d. h. Viertel (ab 1320 wurde Gröden in Viertel unterteilt). Weitere Malgreien, die auch heute noch zu St. Christina gehören, sind: St. Jakob-Innerriedl, Plesdinaz und St. Christina. Erwähnt wird St. Christina schon 1277 (ein Hof zu Sankt Kristein). Zu den ältesten Höfen in St. Christina gehörten weiters Pescosta, Puntea, Coi und Prascuel, die alle auf das 13. Jahrhundert zurückgehen und im Urbar der Grafen von Tirol von 1288 genannt sind. Im 14. Jahrhundert kam es nur zu einem geringfügigen Siedlungsausbau, da dieses Jahrhundert von Katastrophen wie der Pest und einer Hungersnot gekennzeichnet war. Dagegen ist vom 14. auf das 15. Jahrhundert ein Anstieg der vorhandenen Höfe von neun auf 30 zu verzeichnen. 1840 berichtete der durchreisende Johann Jakob Staffler, dass St. Christina an die 800 Einwohner hatte; er zählte 112 Häuser und 200 Familien. In den nächsten Jahren wurden nach Angaben nur 9 neue Häuser erbaut. Um die Kirche begannen sich die Häuser zu verdichten. Hier befanden sich das alte Messnerhaus, das Widum (erbaut 1550), das Schulhaus und das Gasthaus zu Deur.
Am 3. November 1809 zogen die französischen Truppen durch das Grödner Tal. Tatsächlich beteiligten sich auch Männer aus St. Christina an der Schlacht am Bergisel und am Feldzug gegen Napoleon. Auch beim Landsturm in Norditalien 1848 kämpften rund 127 Grödner.
St. Christina gehörte bis 1828 zum Gericht Gufidaun. Die Gerichtstage fanden aber für die Bewohner St. Christinas angeblich in Lajen im Ingramhof statt.

#### Katastrophen und Krankheiten
St. Christina wurde im Laufe der Jahrhunderte von verschiedenen Katastrophen heimgesucht. Im 14. Jahrhundert etwa sollen riesige Heuschreckenschwärme die Ernte vernichtet haben, was eine Hungersnot zur Folge hatte. Inwieweit die Siedler in St. Christina von der europaweiten Pestepidemie um die Mitte des 14. Jahrhunderts betroffen waren, ist nicht bekannt. Sicher ist allerdings, dass im 14. Jahrhundert kaum neue Höfe zu den vorhandenen dazukamen. Bei einem neuerlichen Ausbruch der Pest im Jahr 1636, welche in der Bevölkerung auch Gran Moria genannt wurde, sind hingegen 85 Todesopfer dokumentiert. Die meisten Opfer waren in St. Jakob (Inner-St. Jakob gehörte zur Malgrei St. Christina) zu beklagen. Der Zeitpunkt war ungünstig, es tobte der Dreißigjährige Krieg. Diese Pestwelle trat im Alpenraum erstmals in einem Kriegslager in Graubünden auf, weshalb angenommen wird, dass die Krankheit von Viehhändlern, die mit dem Versorgungsquartier in Glurns und dem Grödner Tal Handel betrieben, die Pest ins Tal selbst eingeschleppt haben. Die heutige Ortsbezeichnung Col da Messa (wörtlich: Messe-Hügel) geht auf diese Zeit zurück: die Menschen wohnten dem Gottesdienst in sicherem Abstand bei, um vor der Krankheit verschont zu bleiben.
Zu erwähnen sind in diesem Zusammenhang auch die schlimmen Hochwasserkatastrophen des 19. Jahrhunderts, besonders jene vom September 1882. Nach tagelangem Regen schwoll der Grödner Bach (Derjon) so stark an, dass er alle 19 Brücken sowie einige Mühlen und Häuser mit sich fortriss, wobei zwei Menschen starben. In Wolkenstein verursachte eine Mure den Tod von weiteren sechs Menschen.
Die Kindersterblichkeit im 19. Jahrhundert war hoch, was auf die ungenügenden hygienischen Maßnahmen und medizinischen Kenntnisse zurückzuführen ist. Viele Kleinkinder starben an Lungenentzündung, Pocken und Cholera. Allein im Jahre 1882 starben in Gröden 32 Kinder.

### Errichtung der Schule in St. Christina
Erst 1835, also 60 Jahre nach Maria Theresias Einführung der Allgemeinen Schulpflicht, wurden richtige Klassen im Erdgeschoss der alten Gemeinde untergebracht. Davor bestanden ab dem Jahr 1779 bereits kleinere Schulstuben, die vom Gesetz aus Pflicht waren. Der langjährige Lehrer in St. Christina Ende des 19. Jahrhunderts war Franz Insam. Dieser bekam ein Jahresgehalt von 200 Gulden, war nebenbei Organist und Leiter der Musikkapelle. 1907 wurde Franz Insam zum Ehrenbürger des Dorfes ernannt. Vor dem Ersten Weltkrieg (1912) begann man mit der Erbauung der neuen Volksschule, um die sich der damalige Pfarrer Andrea Pramstrahler verdient machte. In diesen Jahren entstand auch ein erster Kindergarten.
Die Umgangssprache der Kinder, das Ladinische, fungierte besonders in den ersten Schuljahren als Vermittlungssprache zum Erlernen der deutschen und italienischen Sprache. Der Stundenplan wies allerdings mehr deutsche als italienische Wochenstunden auf. Das Italienische wurde um die Jahrhundertwende so weit zurückgedrängt und der deutsche Einfluss so übermächtig, dass sich der St. Ulricher Altbürgermeister Franz Moroder bemüßigt fühlte, Flugblätter zu verteilen, in denen er die Bevölkerung aufforderte, „von Jugend an Italienisch zu lernen […] und die Muttersprache zu bewahren“.

### Der Erste Weltkrieg
Im Ersten Weltkrieg wurden alle wehrpflichtigen Männer St. Christinas zum Kriegsdienst einberufen. Wie aus dem Pfarrarchiv ersichtlich, starben viele der meist sehr jungen Männer in Galizien im Kampf gegen Russland. Mit dem Kriegseintritt Italiens im Mai 1915 musste auch die Südfront verteidigt werden. Die letzten Kriegsjahre forderten viele Opfer an der Dolomitenfront. Insgesamt fielen im Ersten Weltkrieg 52 Männer aus St. Christina.
St. Christina war ein bedeutender Standort für die Ausbildung der k.k. Bergführerkompanien.

#### Die Grödner Bahn in St. Christina
Im Zuge des Krieges wurde 1915/16 als Heeresfeldbahn im Ersten Weltkrieg in einer Zeit von viereinhalb Monaten von russischen Gefangenen gebaut, um die damals an der dort verlaufenden Front zu Italien stationierten Einheiten mit Material versorgen zu können. Dieses Transportmittel ermöglicht St. Christina später in der Zwischenkriegszeit die Erweiterung des Handels mit einheimischen Waren. St. Christina besaß einen eigenen Bahnhof in der Nähe des heutigen Gemeindeplatzes und des Postamtes. Der Bau der Bahn war ein ästhetischer Einschnitt in die Landschaft St. Christinas: Die Trasse führte über eine Kehre hinauf zur Pfarrkirche, wo ein 203 m langer Kehrtunnel direkt unter das Dorf gebaut wurde. Bis 1960 war der Ort durch die Grödner Bahn mit Klausen verbunden.

### Der Zweite Weltkrieg
Nach dem Ersten Weltkrieg und der Übernahme Südtirols von Seiten Italiens, durch strategische Italianisierung und Unterdrückung der alten Bräuche und Tiroler bzw. Ladinischen Kultur, fiel die Alpenprovinz in eine generell schwierige Phase. Der Unterricht in den Schulen erfolgte nach der Lex Corbino (1921) nur noch in italienischer Sprache. Das ganze lokale Verwaltungssystem wurde neuorganisiert, wobei einer der wohl wichtigsten Einschnitte die Einsetzung eines ortsfremden Podestà (Bürgermeister) war. Nachdem in St. Christina der letzte Bürgermeister Martino Demetz 1925 provisorisch ins Amt gewählt worden war, wurde ein Jahr darauf schon der erste Podestà eingestellt. Dieser war Gilberto Gaiani (gemeinsam mit St. Ulrich). Es folgten Raimondo Buffa (1927–1929) und Ludovico Donati (1929–1934). Ab 1934 erhielt St. Christina gemeinsam mit Wolkenstein einen eigenen Podesta, nämlich Giulio Broisie (1934–1935), Leone Delago (1935–1938), Vincenzo La Porta (1938–1939), Arturo Tanesini (1939), Emilio Comici (1940), Ugo Silvestri (1940), Arturo Tanesini (1940–1942), Giovanni Schenck da Doss (1941–1943) und Primo Bidischini (1942–1943). Durch die starke Italianisierungspolitik machte sich im Dorf ein starkes demografisches Wachstum bemerkbar, nicht nur wegen des italienischen Fremdenverkehrs, sondern auch wegen der zahlreichen sportlichen Veranstaltungen, die von den Italienern im Tal lanciert wurden.
Nach dem allgemeinen Fehlschlagen der faschistischen Assimilierungspolitik, kam es am 31. Dezember 1939, wie in ganz Südtirol, zur Option zwischen der italienischen oder der deutschen Staatsbürgerschaft. Es kam schon im Vorfeld zu gröberen Auseinandersetzungen zwischen den Optanten und den sog. Dableibern. Die Gesellschaft, ja ganze Familien spalteten sich auf Grund dieser Frage. Von den 5.621 optionsberechtigten Grödnern sprachen sich 4.562 (81,2 %) für die Auswanderung in das Dritte Reich aus. St. Christina hatte mit 84,8 % den höchsten Optantensatz des Tales. Der Grund dafür war u. a. die starke Abhängigkeit der Bevölkerung von der Holzindustrie und mit den damit verbundenen Handelsverbindungen in den deutschsprachigen Raum. Die lokalen Holzverarbeitungsfirmen wie ANRI oder SEVI, bei denen die meisten arbeiteten, ermöglichten den meist armen Bauernfamilien nämlich eine finanzielle Stabilität. Schlussendlich verließen St. Christina im Jahre 1940 aber nur 193 Personen, welche sich in Innsbruck, Lienz, Kitzbühel, Landeck, Dornbirn, Linz, München, Augsburg, Stuttgart und Berlin niederließen. Nachdem der Aufbau einer zunächst ins Auge gefassten geschlossenen Grödner Siedlung im Drautal (Österreich) nicht verwirklicht werden konnte, zogen die meisten wieder in ihre Heimat zurück. Nachdem Italien am 8. September 1943 den Waffenstillstand eingegangen war, wurde in allen Gemeinden, so auch in St. Christina, der Podestà durch einen kommissarischen Verwalter ersetzt. In St. Christina war dies der Holzschnitzervereinverleger und ADO-Vertrauensmann Anton Riffeser. Da nun Optanten und Dableiber wieder zusammengekommen waren, herrschte eine äußerst gespannte Stimmung im Dorf, mit gegenseitigen Beschimpfungen als „Heimatverräter“ usw. Aus diesen Konflikten ist ein einziger größerer Gewaltakt bekannt: Am 15. Mai 1945 kamen bewaffnete Belluneser Partisanen nach Gröden, um angebliche Kollaborateure festzunehmen. Der amerikanische Geheimdienst hatte hierfür grünes Licht erteilt. Grödner Informanten hätten den Partisanen eine Liste mit den zu Verhaftenden zukommen lassen. Einige konnten sich noch in den Bergen verstecken, die anderen wurden aber gefasst und ins Hauptquartier nach Corvara verschleppt. Während des Transports nach Belluno am 17. Mai sind die Gefangenen, unter heute noch ungeklärten Umständen, erschossen worden. Darunter waren Adolf Senoner (Bürgermeister von Wolkenstein), Englbert Ploner, Gabriel Riffeser, Josef Pitscheider (Wolkenstein) und Kosman Demetz. Vier Mordopfer wurden im Friedhof von St. Christina begraben. Die Amerikaner waren um eine Vertuschung des Vorfalles bemüht, während das vergiftete politische Klima in St. Christina und im ganzen Tal noch einige Jahre anhielt.

## Politik

Gemeindeflagge

Bürgermeister seit 1952:
- Josef Skasa: 1952–1964
- Vigil Insam: 1964–1971
- Joachina Mussner: 1971–1974
- Hermann Keim: 1974–1985
- Franz Demetz: 1985–1995
- Bruno Senoner: 1995–2010
- Eugen Hofer: 2010–2015
- Moritz Demetz: 2015–2020
- Christoph Senoner: seit 2020

## Bevölkerung

### Einwohnerentwicklung

Demografische Entwicklung des Dorfes

Es wird bereits aus dem 18. Jh. berichtet, dass es in Gröden eine sehr hohe Bevölkerungsdichte gab. Das Tal zählte damals um die 3500 Einwohner. Am Anfang des 19. Jh. gab es eine Bevölkerungsabnahme. Viele Menschen sahen keine Arbeitsmöglichkeiten in der Landwirtschaft im Tal. So zogen viele nach Deutschtirol aus und versuchten sich als Mägde, Dienstboten oder Handwerker. Als ab dem Jahre 1870 die Bildhauerei sich zu etablieren begann, kam es wiederum zu einem Anstieg der Bevölkerung. Außerdem zogen viele Familien aus Böhmen und Mähren nach Gröden, die sich vor allem in St. Ulrich niederließen. Aus dem Jahre 1846 liegt uns die erste Volkszählung in St. Christina vor. Man zählte damals 799 Einwohner. Nach dem Ersten Weltkrieg kam es zu einem starken Wachstum der Zuwanderer aber auch der Geburten. Durch den Faschismus wurden zusätzliche italienische Beamte nach St. Christina geschickt. Ab den 1960er Jahren stieg die Bevölkerungszahl durch den Tourismus wieder, bis sie ab den 1980er Jahren wieder stagniert.
In St. Christina in Gröden sind die häufigsten Nachnamen Senoner (zum Großteil aus Wolkenstein stammend), Runggaldier und Demetz.

### Sprachgruppen
St. Christina in Gröden ist gemäß den erhobenen Sprachgruppenzugehörigkeitserklärungen bzw. Sprachgruppenzuordnungserklärungen eine mehrheitlich ladinischsprachige Gemeinde. Als Berechnungsgrundlage der folgenden Prozentwerte wurden die gültigen Erklärungen von Personen mit italienischer Staatsbürgerschaft herangezogen.
| Sprache     | 1981    | 1991    | 2001    | 2011    | 2024    |
| ----------- | ------- | ------- | ------- | ------- | ------- |
| Ladinisch   | 92,61 % | 92,87 % | 91,20 % | 91,40 % | 87,79 % |
| Deutsch     | 5,53 %  | 4,86 %  | 5,68 %  | 4,19 %  | 5,36 %  |
| Italienisch | 1,86 %  | 2,27 %  | 3,12 %  | 4,41 %  | 6,85 %  |

## Wirtschaftliche Meilensteine für St. Christina
Hunderte Jahre lang waren die Bewohner St. Christinas und die des ganzen Tales in der Berglandwirtschaft tätig. Im Jahre 1888 sind uns von der Gemeinde St. Christina folgende Berufsgruppen bekannt: ein Bäcker, sechs Gemischtwarenhändler, ein Kunsthandwerkverleger, ein Kleidermacher, fünf Müller (in Gröden gab es damals an die 40 Mühlen), drei Schuhmacher, ein Tapezierer, ein Tischler und fünf Wirte. Schließlich wurde die Holzschnitzerei immer wichtiger, bis in der Nachkriegszeit auch noch der Tourismus dazukam. Man bedenke, dass es schon seit dem Jahre 1833 einen Wundarzt namens Tobias Burgauner gab. Erst seit 1902 wird ein akademisch gebildeter Hausarzt verzeichnet, der die Kranken mit Medikamenten versorgte und gemeinsam mit der Hebamme Clara Schenk für die Geburtenhilfe zuständig war.

### Die Holzschnitzerei
Wie in den anderen Ortschaften Grödens stieg die Schnitzerei ab 1850 zum wichtigsten Wirtschaftszweig des Tales auf. Über die Grödner Straße im Jahr 1856 und die Brennerbahn, die 1859 Verona und 1867 Innsbruck anband, konnten aus Gröden Spielzeug und Kircheneinrichtungen, hauptsächlich aus Holz, leichter und rascher exportiert werden.
Nach dem Krieg entstanden in St. Christina zwei der größten Spielzeug- und Holzskulpturenhersteller Grödens. Einer davon war Anton Riffeser, der 1952 auf Plan da Tieja das Unternehmen ANRI gründete. Durch die hohe Nachfrage entstanden die Punktiermaschinen, die die Schnitzgeschwindigkeit erheblich erhöhten. Neben den Schnitzern beschäftigte ANRI auch zahlreiche Maler und Angestellte. Im Jahre 1965 arbeiteten somit insgesamt 400 Arbeiter im Betrieb.
Noch älter ist der Betrieb von Josef Senoner. Bereits 1831 beschäftigte er am Vastlé-Hof einige Leute. Das Geschäft ging dann 1876 an den Sohn Vinzenz Senoner über, der die Firma SEVI gründete. Auch während der Kriege blieb das Geschäft aufrecht und es wurde immer mehr Spielzeug hergestellt und exportiert. Wegen der hohen Nachfrage verschob man die Produktionsstätte 1967 ins nahegelegene Pontives. 1999 wurde SEVI nach Absatzschwierigkeiten vom Trudi-Konzern übernommen.

### Die Anbindung an die Welt
Am 1. September 1874 wurde in St. Christina das Postamt eröffnet. Dieses befand sich im heutigen denkmalgeschützten Haus da la Posta (Pizzeria Bruno). Durch die Einführung von Telegrafen und Telefon erfuhr die Nachrichtenübermittlung vom Ort eine nie dagewesene Geschwindigkeit. St. Christina wurde am Anfang des 20. Jh. ans Stromnetz angeschlossen, wodurch auch bereits 1905 Anton Senoner das erste Elektrizitätswerk zu Dorives erbauen ließ. Das Werk wurde zweimal erweitert und schließlich von der SAEV aufgekauft. Die Deckung des Strombedarfes der Gemeinde bereitete immer mehr Schwierigkeiten. Meistens musste man dennoch den Strom von anderen Anbietern ankaufen. 1990 wurde das E-Werk La Longia erbaut, das der Gemeinde selbst gehört und das Wasser des Cisles-Baches zur Produktion von Strom nutzt.
Zwischen 1952 und 1954 wurde die Wasserleitung von der Cislesalm unterhalb der Fermedaspitzen und der Geislerspitzen, zum Dorf gebaut.

## Verkehr
Wegen des steigenden Verkehrsaufkommens auf der bis dahin durch das Dorf führenden Grödner Straße wurde im April 2007 mit dem Bau der Umfahrungsstraße begonnen, die offiziell am 16. Juli 2009 freigegeben wurde. Seit der Eröffnung dieser neuen Straße wird die alte verkehrsberuhigte Hauptstraße, die das Dorf durchquert, zu verschiedenen Anlässen und an Abenden in der Hochsaison in eine Fußgängerzone umgewandelt.

## Bildung

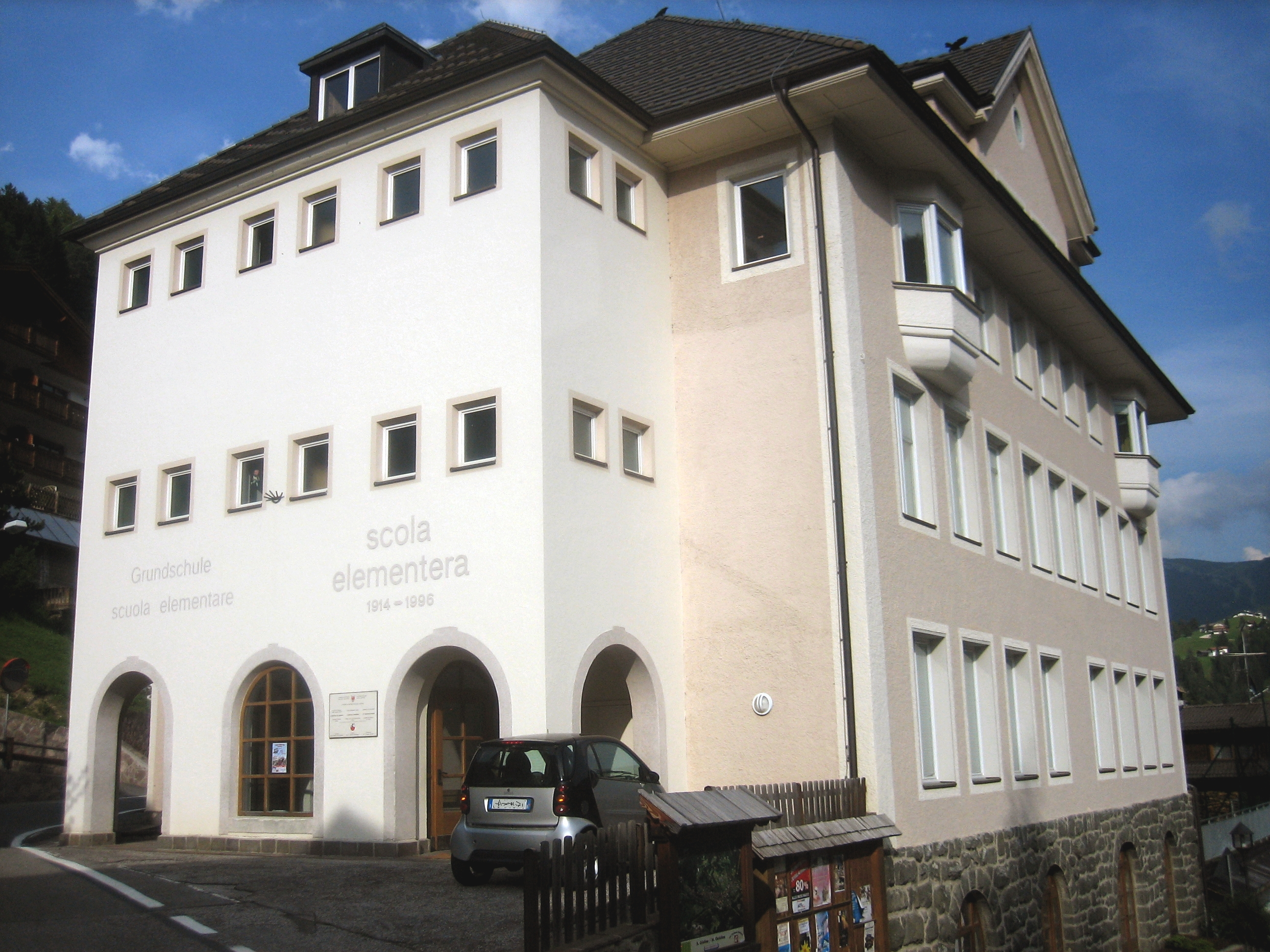
Grundschule St. Christina

In St. Christina gibt es einen Kindergarten und eine Grundschule für die ladinische Sprachgruppe. Die Grundschule wurde im Jahr 1914 erbaut und 1996 komplett renoviert. Sie ist dem Schulsprengel der Nachbargemeinde Wolkenstein angeschlossen. Wie in allen ladinischen Schulen werden hier vier Sprachen unterrichtet: Ladinisch, Deutsch, Italienisch und seit 2005 auch Englisch. 2006 wurden eine Turnhalle und ein neuer Schulhof mit einem Fußballplatz und Bänken gestaltet. Der Kindergarten des Ortes wurde im Jahr 1998 komplett renoviert und vor einigen Jahren auf dem Namen „Egaburvanda“ getauft (ladinische Bezeichnung für Regenbogen).
St. Christina besaß auch eine Mittelschule. Sie wurde 1973 neu erbaut, da es wegen der hohen Schülerzahlen nicht möglich war, die Schüler in den zwei bereits in unmittelbarer Nähe bestehenden Mittelschulen unterzubringen. Seitdem haben ca. 600 Schüler diese Mittelschule besucht, davon konnten 563 das Abschlussdiplom der Mittelschule erwerben. 2005 wurde sie geschlossen, und die Schüler müssen sich seither für eine der Nachbarmittelschulen von Wolkenstein oder St. Ulrich entscheiden.
Die Bibliothek des Ortes ist nach der Grödner Schriftstellerin Tresl Gruber benannt. Während der Renovierungsarbeiten wurde die Bibliothek in die alte Mittelschule verlegt. Am 8. Mai 2010 wurde die neue Bibliothek an ihrem ursprünglichen Ort wieder feierlich eröffnet.

## Kultur und Vereine
Das Kulturleben von St. Christina wird erheblich von den verschiedenen Vereinen bestimmt. Wie es im Tiroler Raum üblich ist, wird jede Ortschaft von einer eigenen Musikkapelle vertreten. In St. Christina wurde diese am 26. Oktober 1856 gegründet. Weiter im Bereich Musik hat sich der 1972 gegründete Chor Sasslong hervorgetan. Er wurde öfters ausgezeichnet, so beim Internationalen Johannes Brahms Wettbewerb in Wernigerode 1999, bei der Chorolympiade in Busan in Südkorea 2002 und beim Internationalen Franz Schubert Wettbewerb 2009 in Wien (Silber und Gold). Auch schlägt ein Auftritt bei der Audienz des Papstes in der Sala Nervi im Vatikan 2004 zu Buche. Darüber hinaus bestehen ein Frauenchor, ein Kirchenchor und ein Jugendchor, eine Musikkapelle und ein Jugendorchester. Der Theaterverein St. Christina spielte Stücke wie Der seltsame Fall des Dr. Jekyll und Mr. Hyde.
Die Freiwillige Feuerwehr von St. Christina wurde 1897 gegründet, wobei die erste Ausrüstung durch eine Lotterie finanziert wurde. Das erste Feuerwehrhaus befand sich in einer Garage in der Nähe des alten Spitals, später wurde sie in das Parterre der Volksschule verlegt, bis sie seit 1995 ihren Platz auf der alten Hauptstraße, mit den modernen Standards eingerichtet, gefunden hat. Die Mannschaft besteht heute aus rund 60 Mitgliedern und besitzt einen Fuhrpark mit acht Fahrzeugen und eine leistungsstarke Pumpe.

## Sport
Im Sommer ist der Ort Ausgangspunkt zahlreicher Wanderwege und Klettersteige. Die Gemeinde verfügt über einen Leichtathletik-Sportplatz in Mulin da Coi (nahe St. Ulrich).

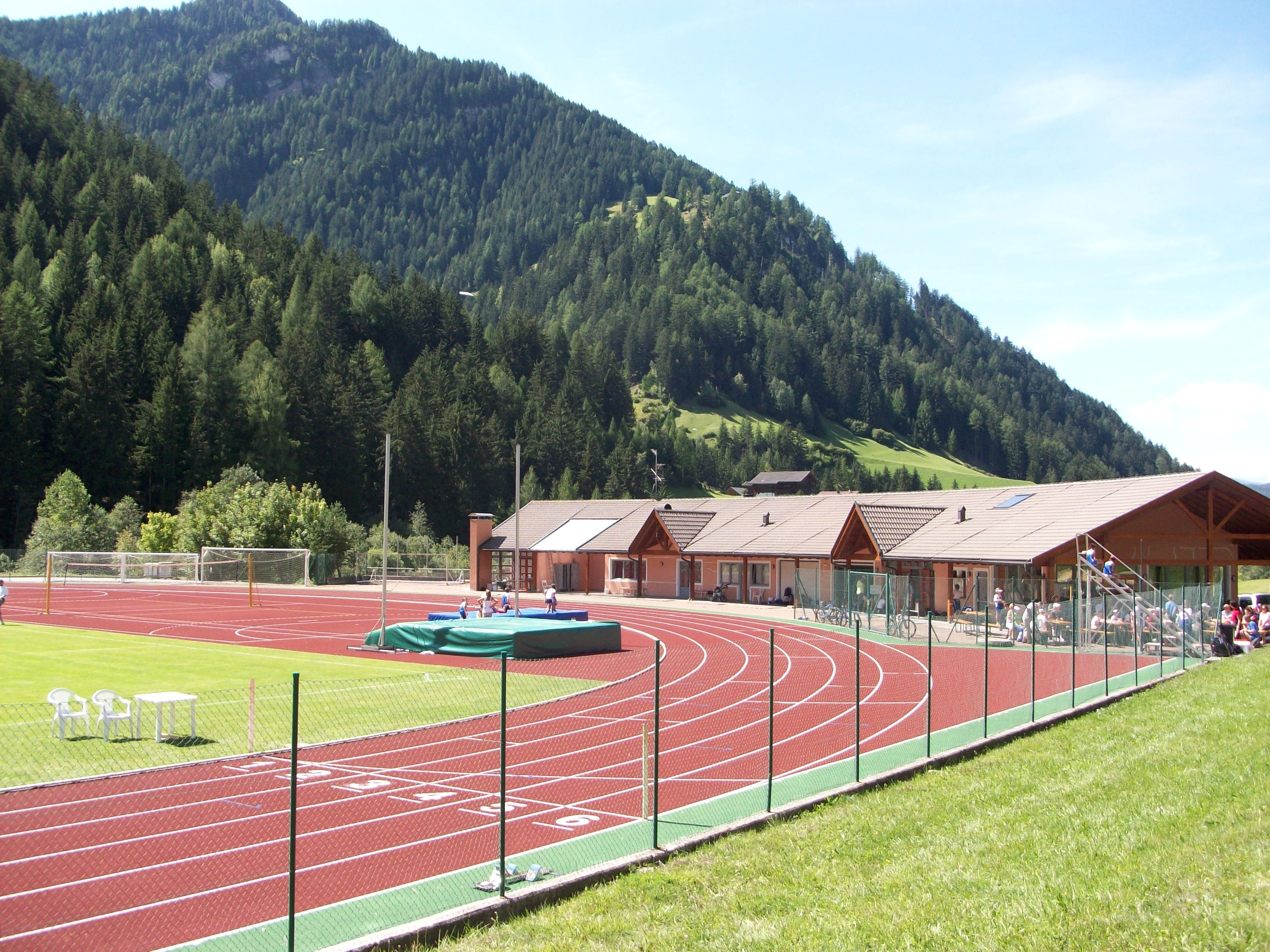
Sportcenter Mulin da Coi

Im Sportcenter Iman befinden sich einige Tennisplätze, im Winter wird hier ein Eisplatz aufgebaut. Alle Skipisten sind mit der Sellaronda und der Gardenaronda (Dolomiti Superski) verbunden.
In den Jahren 2004 bis 2007 wurde auf dem Monte Pana ein nordisches Skizentrum aufgebaut. Das neue Langlaufzentrum mit einer Loipenlänge von 38 km liegt auf 1600–1800 Metern über dem Meeresspiegel. Darüber hinaus umfasst die Anlage zwei kleine Sprungschanzen, die vor allem dem örtlichen Ski Club Gröden zugutekommen.
St. Christina verfügt über eine Skischule, die mit der Goldmedaille des italienischen Skiverbandes (FISI) ausgezeichnet wurde.
Alljährlich werden in Gröden Rennen des Alpinen Skiweltcups ausgetragen. Ein Super-G und ein Abfahrtsrennen der Herren finden am Wochenende vor Weihnachten statt. Das Abfahrtsrennen verläuft auf der Saslongpiste, dessen Start und Ziel auf 2249 bzw. 1410 Metern liegen. Die ganze Strecke ist 3446 m lang und beginnt am Ciampinoi, führt über Spinel und Saut del Moro bis Sochers. Von dort geht ein steiler Abhang über den Mur de Sochers und anschließend zu den berühmten Kamelbuckeln. Danach folgen Nucia und die Ciaslat-Wiesen, diese enden im Schuss, wo am Ende noch der berühmte Tunnel-Jump liegt.

## Sehenswürdigkeiten

### Die Pfarrkirche von St. Christina

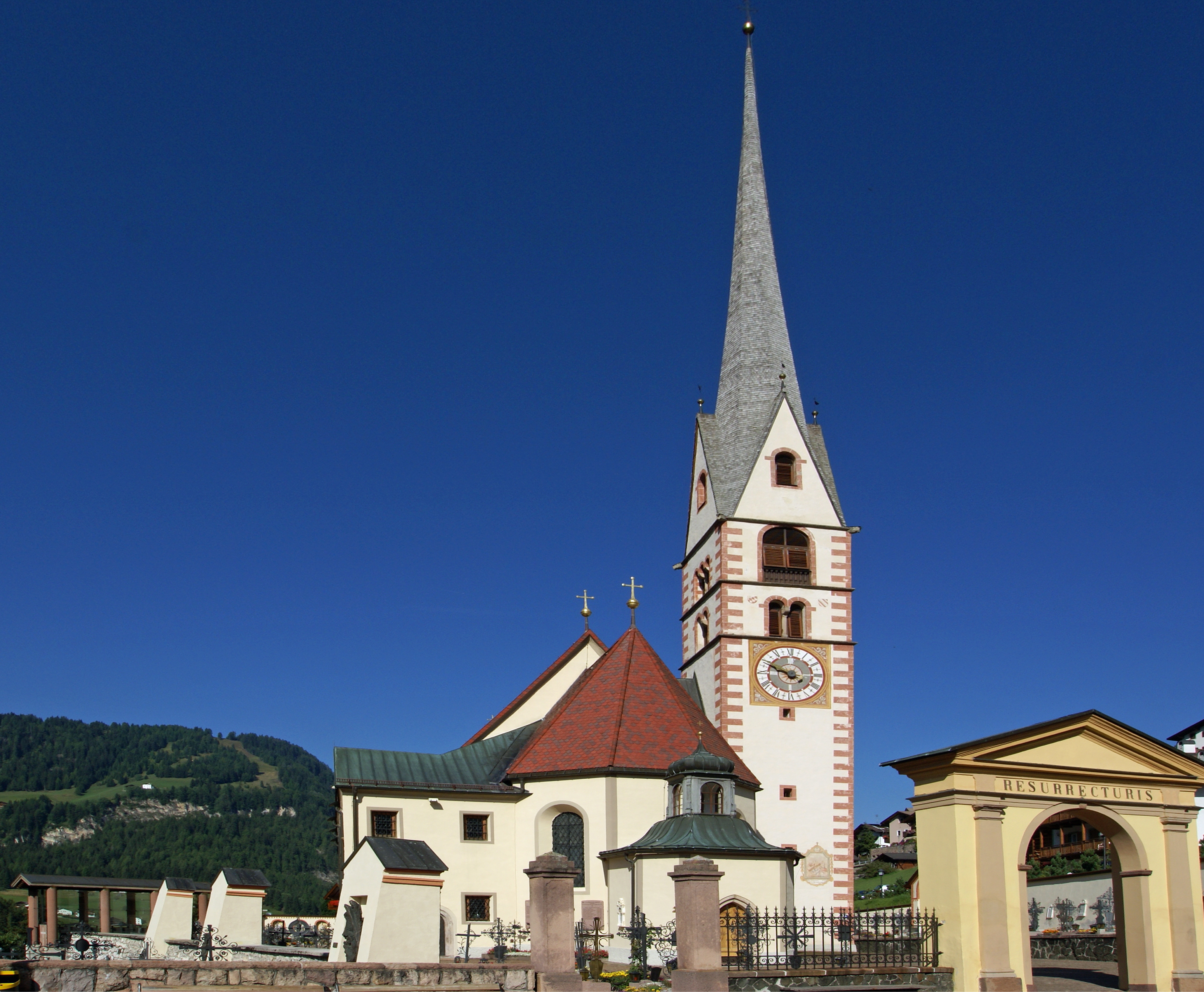
Kirche von St. Christina

Der Ortskern von St. Christina, nahe dem frühgeschichtlichen Höhenweg „Troi Paian“ gelegen, ist die älteste Seelsorge des Tales. Bereits am Ende des 12. Jahrhunderts dürfte hier eine der heiligen Christina von Bolsena geweihte Kapelle gestanden haben. Von der romanischen Kirche – die in einem päpstlichen Ablassbrief von 1342 erwähnt ist – blieb noch der Glockenturm bis zum Dachansatz erhalten. Später wurde der Charakter durch Um- und Zubauten weitgehend verändert. Aus gotischer Zeit stammt der Chorraum, dem im 16. Jahrhundert auch ein polygonales Beinhaus angefügt wurde. Sehenswert ist der Aufbau des Hochaltars, um 1690 in der Werkstatt der bekannten Bildhauer-Dynastie Vinazer entstanden, sowie die Bronzestatue der heiligen Philomena im Beinhaus, ein klassizistisches Werk des Bildhauers Johann Dominik Mahlknecht.

### Die Fischburg

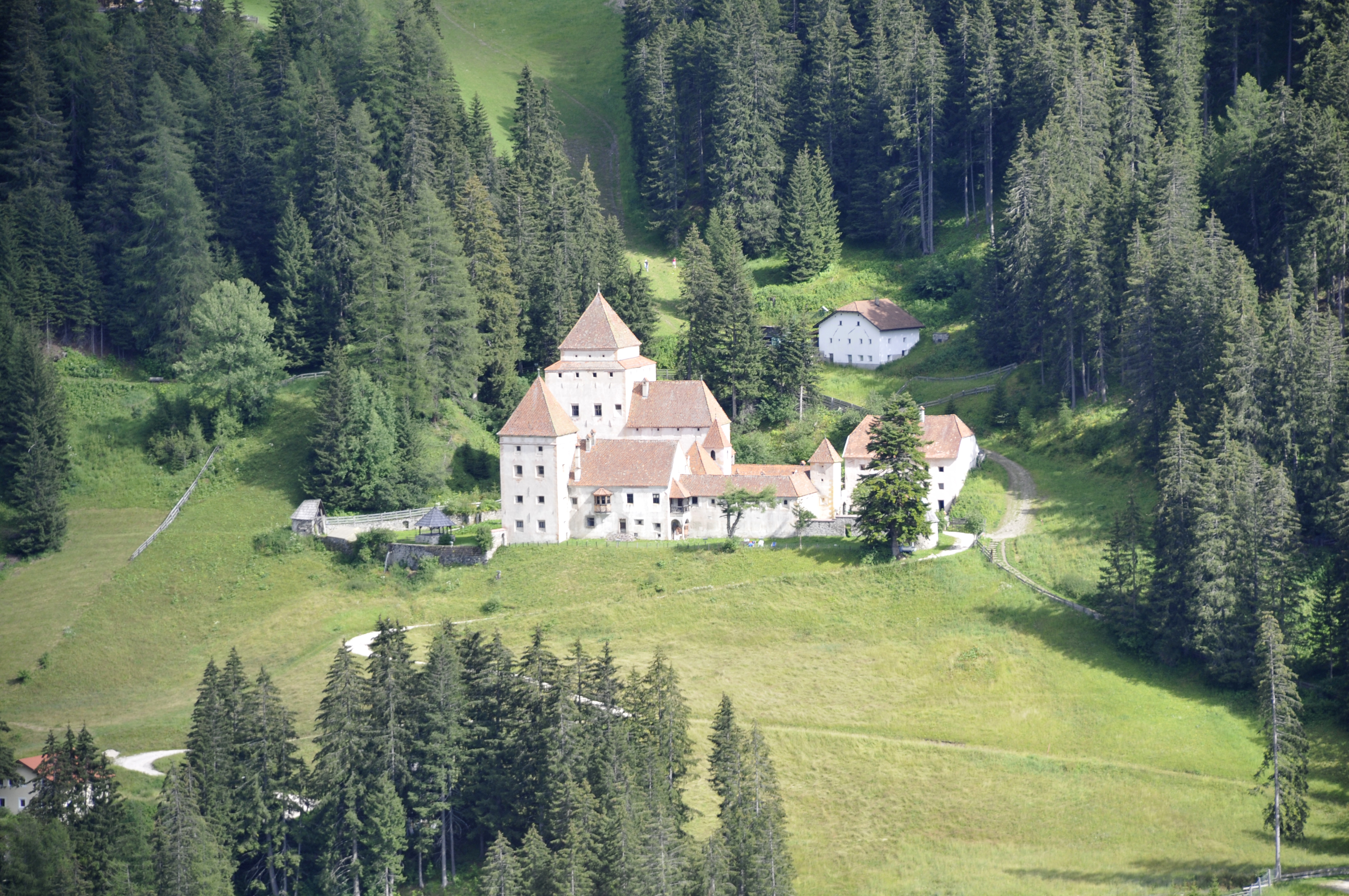
Die Fischburg

Die Fischburg, obwohl näher an St. Christina auf dem Gemeindegebiet von Wolkenstein gelegen, wurde zwischen 1622 und 1641 von Engelhard Dietrich von Wolkenstein-Trostburg erbaut. Fischteiche, die sich in der Nähe der Burg befanden sollen ihr dem Namen gegeben haben. Der Bau wurde 1641 vollendet. Die Fischburg ist ein Sommer- und Jagdschloss im Stil der Renaissance, das aber in seiner Monumentalität mittelalterliche Wehrhaftigkeit vortäuscht. Im Jahre 1863 schenkte Leopold Graf von Wolkenstein-Trostburg die Fischburg der Gemeinde St. Christina zur Einrichtung eines Alters- und Armenhauses. Jährlich fand in der Schlosskapelle, die dem heiligen Kassien geweiht war, am 13. August eine Messe statt und das ganze Dorf feierte danach mit dem Grafen. Seit 1926 hingegen ist die Fischburg in Besitz des venezianischen Barons Carlo Franchetti und daher für die Öffentlichkeit nicht zugänglich.

### Monte Pana mit Sonnenuhr und Hotel
Die Sonnenuhr auf dem Monte Pana ist eine sphärische Äquatorial-Sonnenuhr mit zwei Metern Durchmesser, die für St. Christina und weitere 60 Städte die wahre Ortszeit (WOZ) sowie die mitteleuropäische Zeit (MEZ) anzeigt.
Das Hotel Monte Pana und die naheliegende Kapelle des Architekten Franz Baumann sind Beispiele moderner alpiner Architektur der 1930er Jahre.

### Grödner Bahnweg
In St. Christina befindet sich auf der Trasse der früheren Grödner Bahn eine Promenade. Bis 2012 wurde diese Planetenweg genannt. Die neun Planeten unseres Sonnensystems (inklusive der Erde) waren hier im Maßstab 1:1,868 Milliarden zueinander angebracht; Tafeln gaben Aufschluss über die wichtigsten Daten wie Durchmesser, Dichte, Entfernung zur Sonne, Anzahl der Monde usw. Die pädagogische Absicht war es, dem Besucher die wirklichen „astronomischen“ Ausmaße des Alls vor Augen zu führen.
Im Sommer 2012 wurde der Planetenweg von Gemeinde und Tourismusverein in Grödner Bahnweg umgewidmet: auf 14 Tafeln wird seither anschaulich die Geschichte der Grödner Bahn dargestellt.

### Weihnachtsmarkt St. Christina

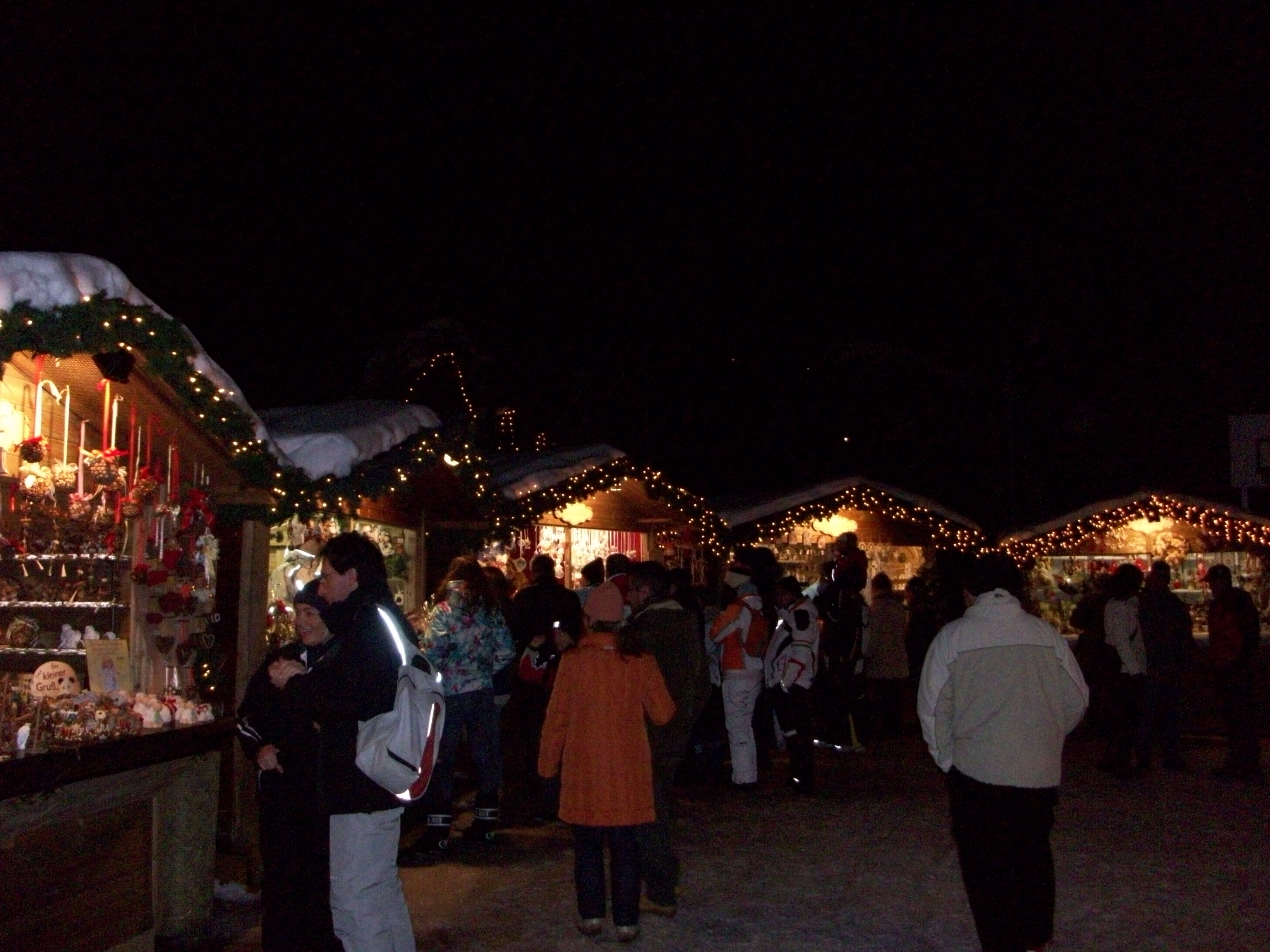
Weihnachtsmarkt in St. Christina im Dezember 2009.

Seit dem Jahr 2005 wird im Dezember in St. Christina der Weihnachtsmarkt veranstaltet. Organisatoren sind die Kaufleute St. Christinas.

### Wasserfälle
Der Tervela-Wasserfall befindet sich direkt gegenüber dem Ortskern. Der Bach hat seine Quelle am Langkofel und überquert Monte Pana, danach geht er den Fall hinunter, bis er nach 50 m in den Grödner Bach mündet.
Im Jahr 2008 wurde ein neuer Weg mit einer Brücke direkt unter dem Wasserfall gebaut. Der Weg führt weiter in den Wald hinein und bietet dort eine schöne Aussicht auf St. Christina. Ein zweiter Weg „Troi de Ciopa“ wurde im Sommer 2011 neu angelegt und führt zur Oberkante des Wasserfalls.
In Soplajes, einem Ortsteil von St. Christina, befindet sich noch ein Wasserfall. Dieser Bach hat die Quelle am Fuße des Pitschberges, durchquert die Ulëtahöfe und mündet ebenfalls im Grödner Bach.

### Lech Sant
Der Lech Sant ist ein kleiner Bergsee auf der Mastlé-Alm, am nördlichen Fuße des Pitschberges und der Seceda gelegen.

### Weiteres
- Troi Unika, Kunst-Natur-Themenweg

## Persönlichkeiten

### Söhne und Töchter der Gemeinde
- Peter Nocker (1823–1880), Bildhauer
- Vincenzo Demetz (1911–1990), Skilangläufer
- Sophie Nogler (1924–2015), Skirennläuferin
- Franz Demetz (1930–2025), Politiker (SVP)
- Giustina Demetz (* 1941), Skirennläuferin
- Giuseppe Ploner (* 1959), Skilangläufer